# Norra Djurgårdsstaden

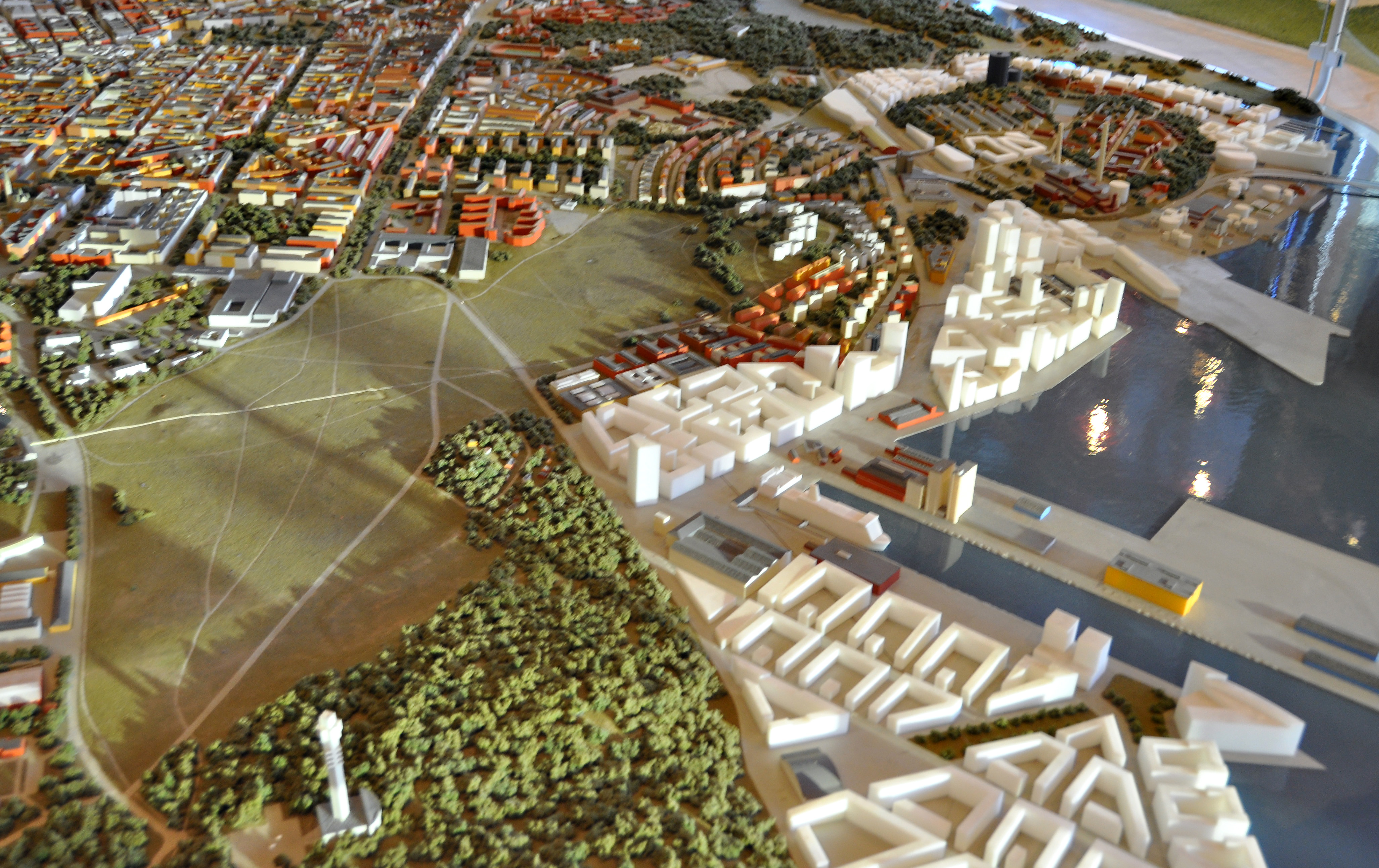
Modell över stadsutvecklingsprojektet, Frihamnen närmast.

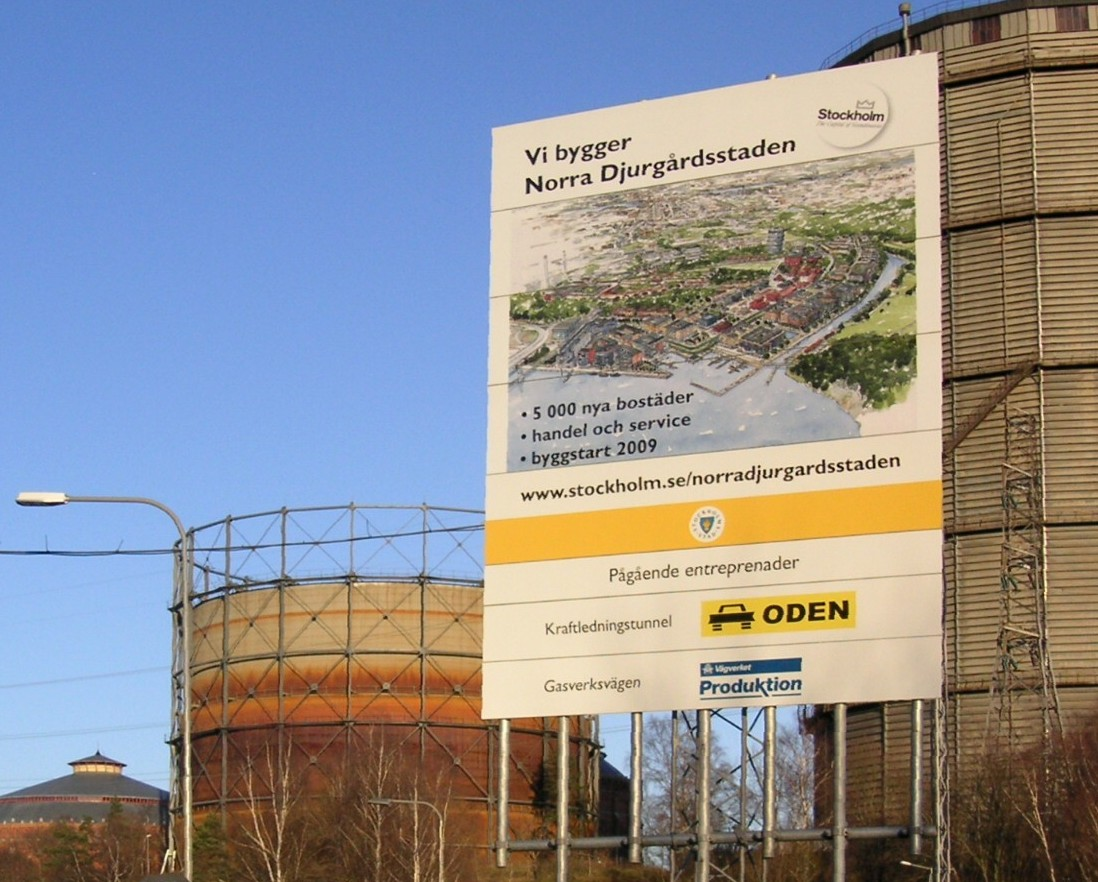
Informationsskylt "Vi bygger Norra Djurgårdsstaden", 2008.

Norra Djurgårdsstaden är ett stadsutvecklingsprojekt på tidigare hamn- och industriområden i nordöstra delarna av Stockholms innerstad. Den ligger invid Kungliga nationalstadsparken. 
Norra Djurgårdsstaden tillhör Norra innerstadens stadsdelsområde och ligger i stadsdelen Gärdet samt i stadsdelen Hjorthagen; hela det bostadsområde som ligger mellan Husarviken och Lidingövägen tillhör stadsdelen Hjorthagen. Ingen del av Norra Djurgårdsstaden ligger i stadsdelen Norra Djurgården. Området sträcker sig från Husarviken i norr till Loudden i söder, längs med vattenområdet Lilla Värtan.
I området planeras 12 000 nya bostäder och 35 000 nya arbetsplatser. De första 700 lägenheterna stod klara under 2012 och byggproduktionen förväntas pågå åtminstone till år 2030. Norra Djurgårdsstaden är därmed ett av Europas största stadsutvecklingsområden.

## Historik

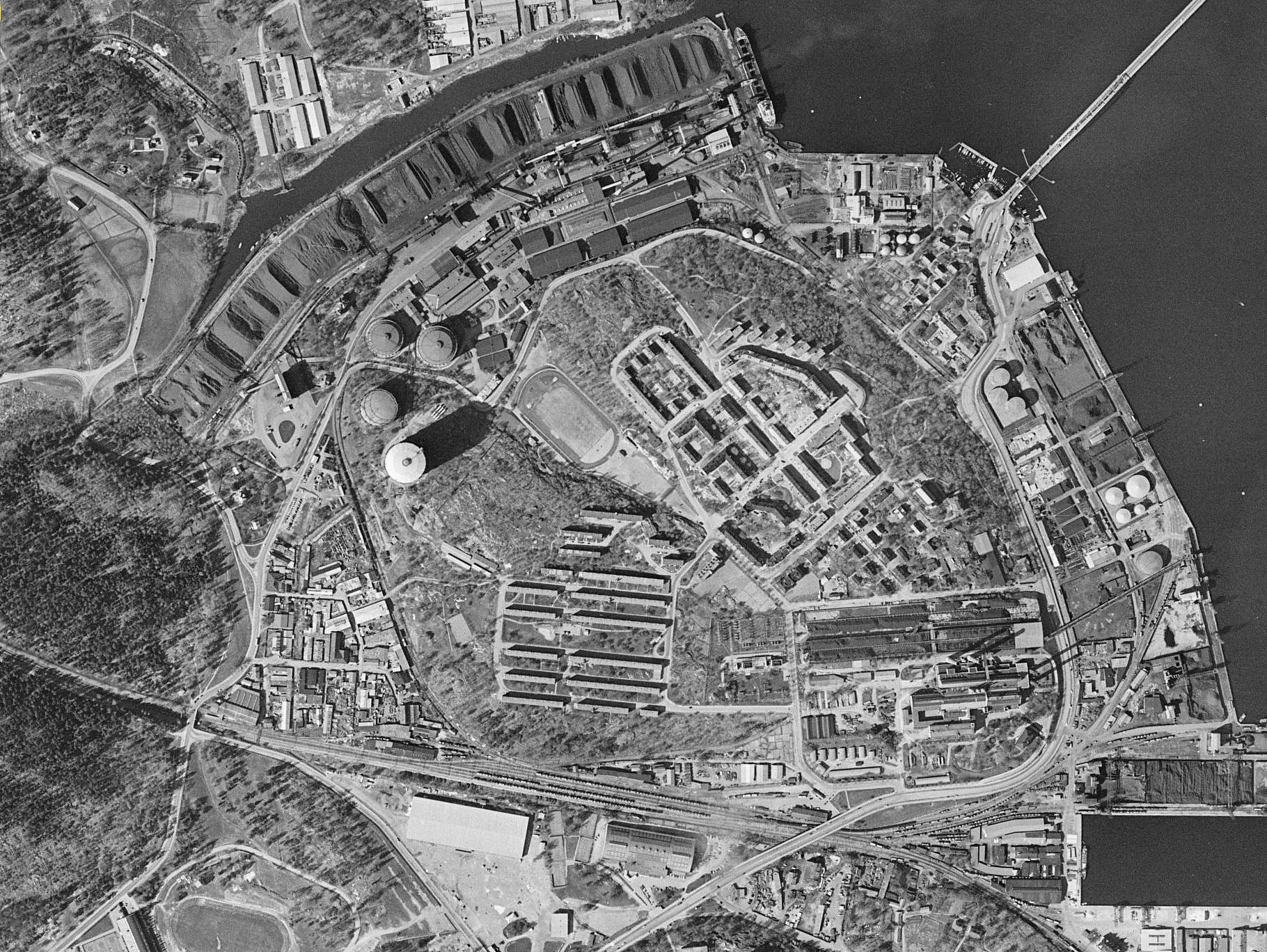
Flygfoto över Värtagasverket, Hjorthagen och Värtahamnen, 1960-tal.

Norra Djurgårdsstaden ingår historiskt i den statligt ägda Kungliga Djurgården. Från 1880-talet utvecklades här ett av Stockholms största industri- och hamnområden. Den direkta tillgången till Östersjön bidrog till att här anlägga Värtahamnen (byggd 1884), som till en början var kolhamn för Värtagasverket. Söder om Värtahamnen anlades Sveriges första frihamn; Stockholms frihamn (invigd 1919) och söder om Frihamnen öppnades Lindarängens sjöflyghamn 1921. 1927 började Louddens oljehamn byggas.
Den första industrin som etablerade sig här var Värtagasverket som invigdes den 25 november 1893 av kung Oscar II. Därefter följde Värtaelverket, öppnat den 18 december 1903. Många av gas- och elverkets byggnader ritades av arkitekten Ferdinand Boberg. Dessa är idag av stort kulturhistoriskt värde, exempelvis Bobergs gasklockor i rött tegel.
Frihamnen har sedan EU-medlemskapet 1995 förlorat sin roll som frihamn  och Lindarängens sjöflyghamn lades ned redan 1952. Värtahamnen har idag huvudsakligen kryssnings- och färjetrafik och även i Frihamnen finns kryssningsterminaler. Frihamnens kvarvarande godshantering och Louddens olje- och bränsledepå kommer att flytta till en ny djuphamn i Norvikudden i Nynäshamn.
Stockholms stadsgas har förändrats under åren. När Spaltgasverket i Hjorthagen revs gjorde det plats för nya bostäder och arbetsplatser. Gasnätet är fortfarande i drift och förser hushåll och restauranger med gas till spisar, och utvecklas i takt med staden. I dagsläget består gasen i Stockholms gasnät till 85 procent av fossilfri biogas.
Under början av 2000-talet började Stockholms stad planera för en storskalig exploatering av de tidigare hamnområdena.
Namnet Norra Djurgårdsstaden började användas under 2006, och syftade då på ett område med planerade bostäder i den västra delen av stadsdelen Hjorthagen, på gränsen till stadsdelen Norra Djurgården, därav namnet. Under 2010 utsträcktes namnet till att syfta på hela området från Husarviken till Loudden.

## Delområden

### Storängskroken/Västra Hjorthagen
Namnet Norra Djurgårdsstaden syftade ursprungligen på ett mindre område i den västra delen av stadsdelen Hjorthagen. Byggstart var ursprungligen planerad till 2009 med första inflyttning under 2011, men planerna överklagades hela vägen upp till regeringen. I maj 2010 avslog miljödepartementet samtliga överklaganden av detaljplanen för första etappen och byggstarten kunde ske våren 2011 med första inflyttning våren 2013.

### Gasverksområdet/Norra Hjorthagen
- Koordinater: 59°21′30″N 18°05′34″Ö / 59.35833°N 18.09278°Ö

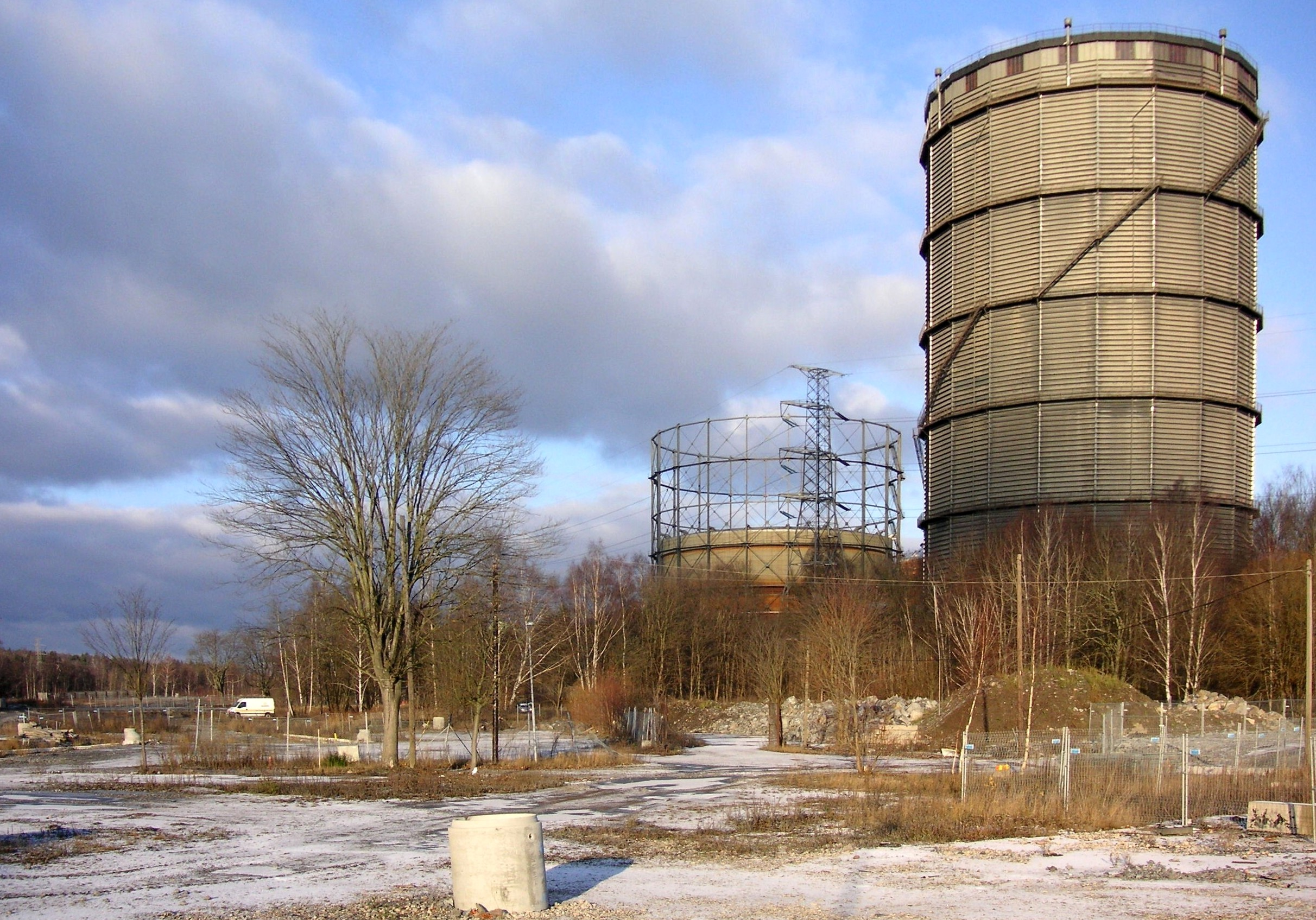
Området söder om Husarviken innan byggarbetena började i november 2007. Till höger gasklocka 3 och 4.

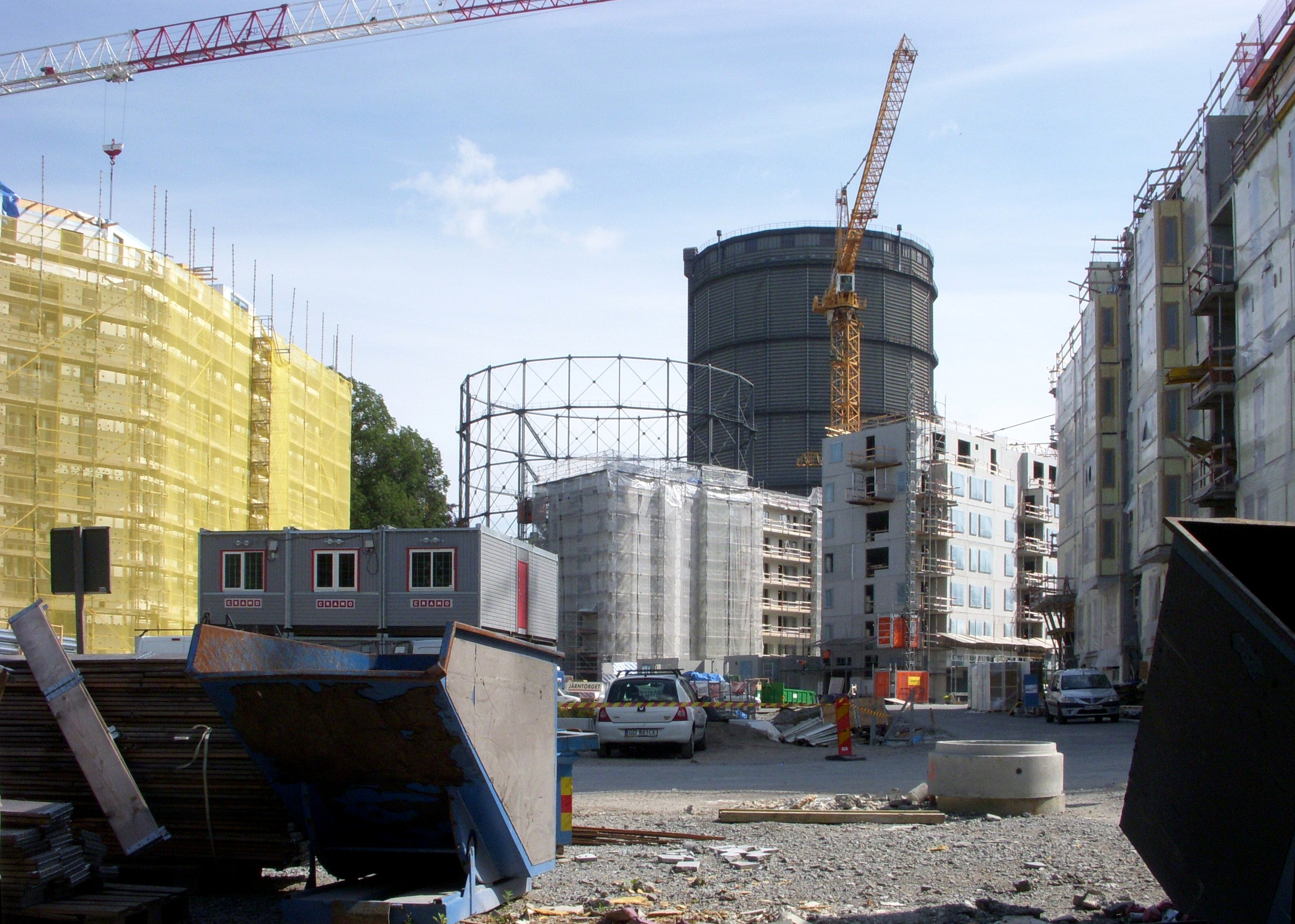
Byggarbetena i augusti 2012.

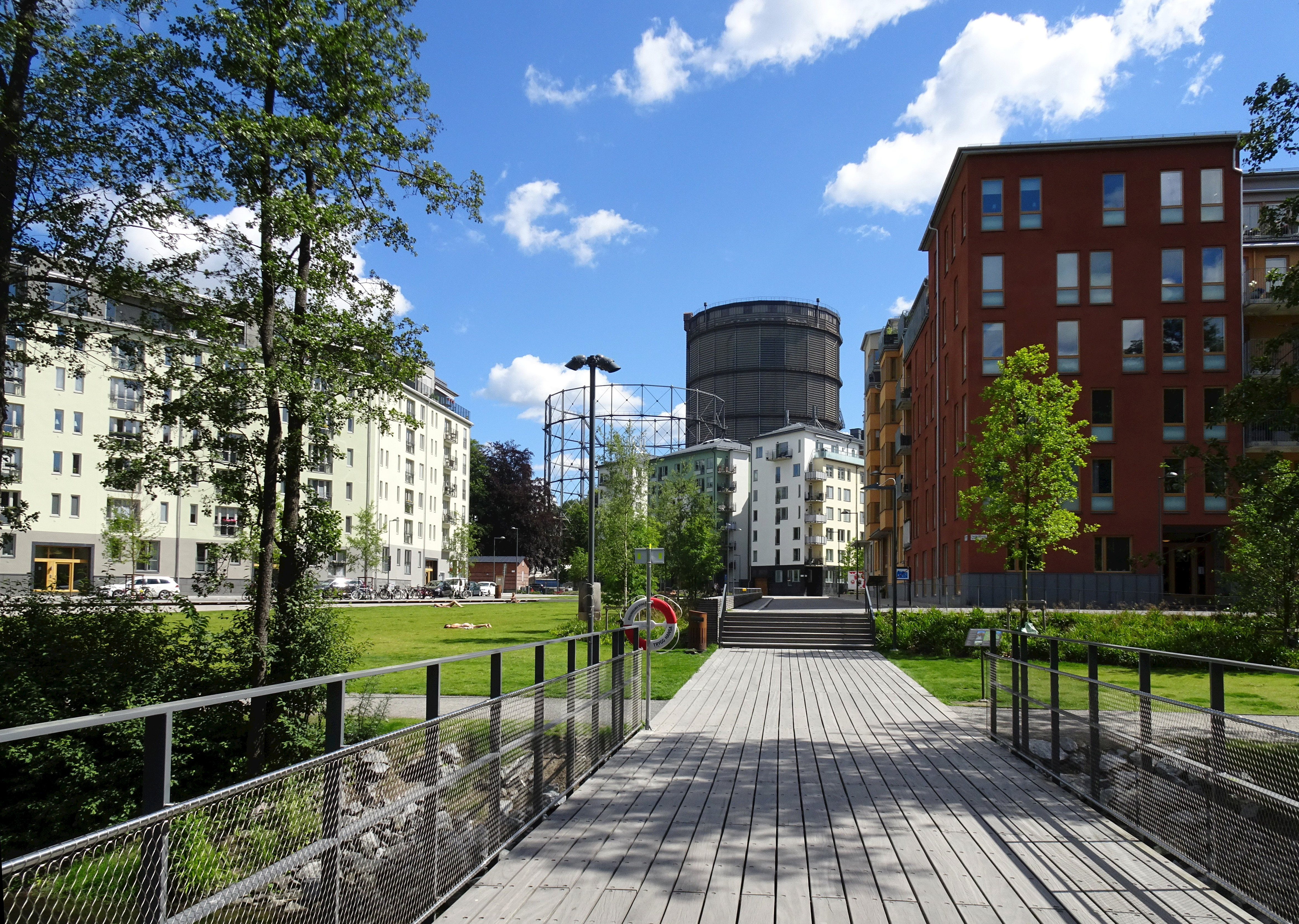
Samma plats som ovan i juli 2016.

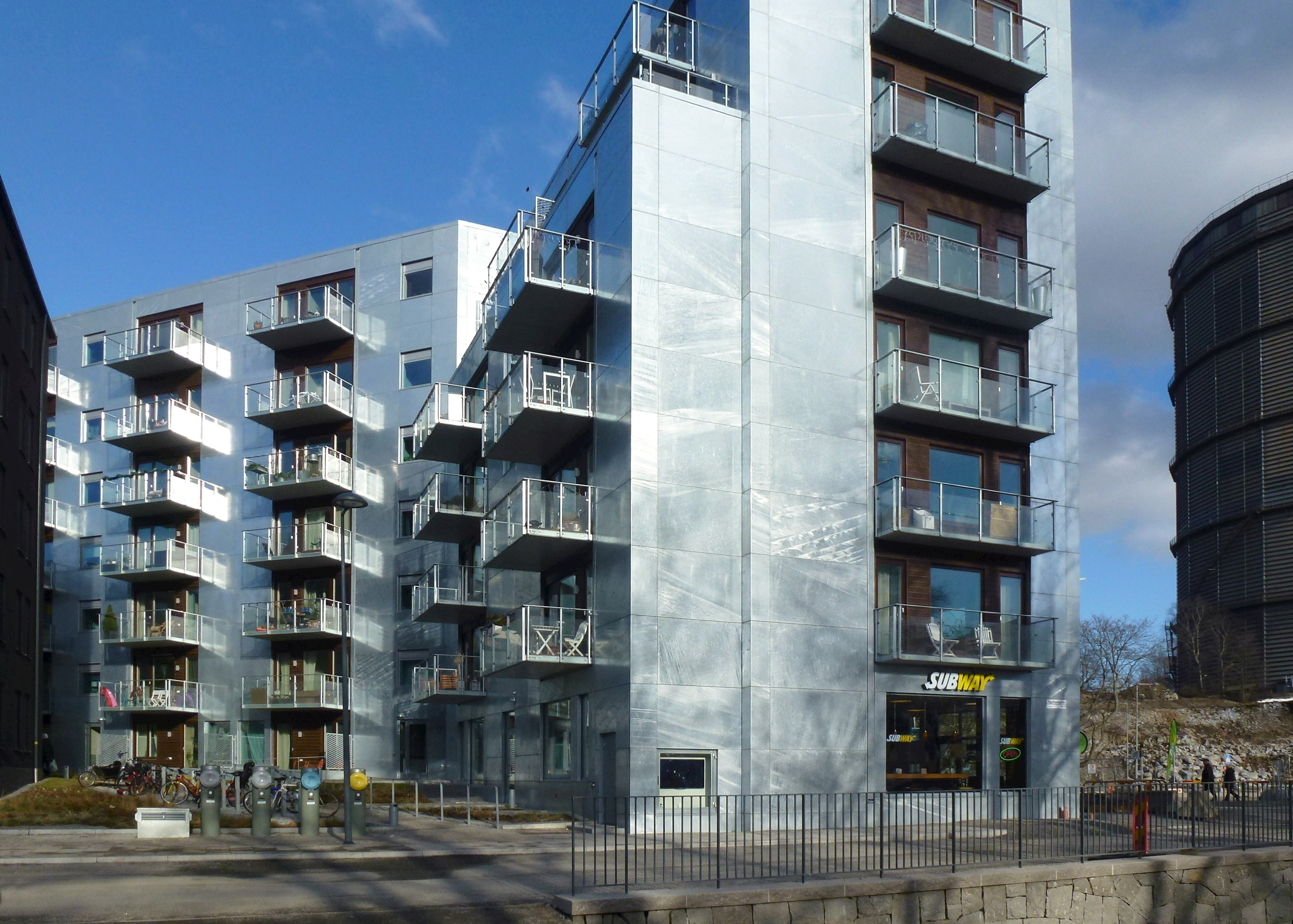
Norra Djurgårdsstaden, kvarteret Abisko, nominerat till Årets Bygge 2015.

Norra Djurgårdsstadens nordligaste del är belägen söder om Husarviken. Området inbegriper även den västra delen av Värtagasverksområdet vid gränsen mot Norra Djurgården. Eftersom stora delar av området använts till industriändamål under lång tid är marken kraftigt förorenad och måste renas för att bostäder ska kunna uppföras. Vid årsskiftet 2010/2011 började schaktarbetena.
Den 28 oktober 2009 presenterades planerna på hur två av Värtagasverkets stålgasklockor skall förvandlas till bostäder och konsthall. Byggherren Oscar Properties har fått markanvisning för de båda klockorna och utarbetar projektet i samarbete med Stockholms stad och det schweiziska arkitektföretaget Herzog & de Meuron (som ritade bland annat olympiastadion i Peking och konstmuseet Tate Modern i London). Den större av dem revs 2017 för att ge plats åt ett 110 meter högt bostadshus innehållande cirka 320 lägenheter, döpt till Gasklockan. Den mindre gasklockan skall omvandlas till en konsthall.

### Ropsten
För området kring Ropsten finns planer på en stadsmiljö i anslutning till en omstigningspunkt mellan tunnelbanans röda linje, bussar till Lidingö och de sammankopplade Spårväg City och Lidingöbanan. Fortums stora värmepump ska på sikt flyttas och bostäder byggas på marken. Framtiden för den stora infartsparkeringen är osäker.

### Energihamnen
Fortums verksamhet kommer att finnas kvar i Energihamnen. Hit vill Stockholms stad även flytta Cementa, för att frigöra mark i Lövholmen.

### Värtapiren
Hamnpiren Värtapiren ska utökas genom utfyllnad i Lilla Värtan för att kunna fungera som en modern färjeterminal. Tallink Siljas terminal ska flytta ut på piren.
En viktig del i utvecklingen gäller en koncentration av hamnverksamheten till de båda pirerna i Värtahamnen och Frihamnen. Den 17 december 2009 beslutade exploateringsnämnden att godkänna genomförandet av exploatering inom detaljplanen för Värtapiren. Utbyggnaden av Värtapiren ger en modern och mer effektiv hamnanläggning och skapar plats för bostäder, kontor och handel. Piren utökades med ca 67 000 kvadratmeter och Värtabassängen med 17 000 kvadratmeter. Längs de nya landområdena kommer 1 100 meter ny kaj att anläggas vilket innebär att Värtahamnen efter utbyggnad omfattar cirka 133 000 kvadratmeter. Totalt kommer hamnen att ha fem färjelägen, ett mer än i dagsläget. Den nya Värtapiren stod klar 2016. I och med detta frigjordes också mark i Södra Värtahamnen, där staden ser över möjligheterna att bygga drygt 1 000 nya bostäder.

### Valparaiso
När Värtapiren är utbyggd kan Tallink Siljas nuvarande terminal i kvarteret Valparaiso läggas ned. Den innersta delen av hamnbassängen i Värtahamnen ska då fyllas igen och en ny stadsmiljö byggas upp i området med byggstart 2018 .
Väster om området ligger Trafikplats Värtan, som är en del av trafikleden Norra Länken som delvis öppnades i november 2014.

### Södra Värtahamnen
- Koordinater: 59°20′49″N 18°06′53″Ö / 59.34694°N 18.11472°Ö

Den tidigare hamn- och industrimiljön i Södra Värtahamnen omvandlas successivt till kontor och bostäder. Delar av marken är avriven, bland annat i kvarteret Antwerpen. På sikt kommer Värtans östra bangård sannolikt att avvecklas och Södra Hamnvägen kommer då att utvecklas till en boulevard som ska binda samman Norra Djurgårdsstaden i nord-sydlig riktning.

### Frihamnspiren
Frihamnspiren ska utökas genom utfyllnad i Lilla Värtan för att kunna fungera som en terminal för kryssningsfartyg.

### Frihamnen
Stockholms frihamn upphörde som frihamn i mitten av 1990-talet. Efter 2020 kommer områdets nuvarande karaktär av industriområde att ersättas av kontor och bostäder. Under 2010 färdigställde Storstockholms lokaltrafik en provisorisk bussdepå inför ombyggnaden av Hornsbergsdepån på Kungsholmen.

### Containerhamnen
Stockholms Hamnar planerar att bygga en ny containerhamn i Norvikudden vid Nynäshamn. När den är färdigställd kan marken i den nuvarande containerhamnen frigöras för kontor och bostäder.  En förlängning av befintlig kaj 3 på Frihamnspiren planeras för att möjliggöra effektivare mottagande av kryssningsfartyg. Detta förväntas ske tidigast år 2016.

### Loudden
I Loudden finns i dagsläget en oljehamn. Stockholms stad har sedan tidigt 2000-tal haft planer för ett nytt område med bostäder av innerstadskaraktär. Stockholms kommunfullmäktige har därför beslutat att all oljehantering på Loudden skall upphöra senast 2019.[källa behövs] Området skulle därmed kunna frigöras för byggandet av totalt 5000 lägenheter inkluderat skolor, affärer och mindre företag av servicekaraktär. Det alternativ till Loudden som olje- och bränsledepå som nämnts, är en ny djuphamn vid Norvikudden i Nynäshamn. En spårvägslinje planeras dras ut till Loudden när bostäderna byggs.

## Kommunikationer

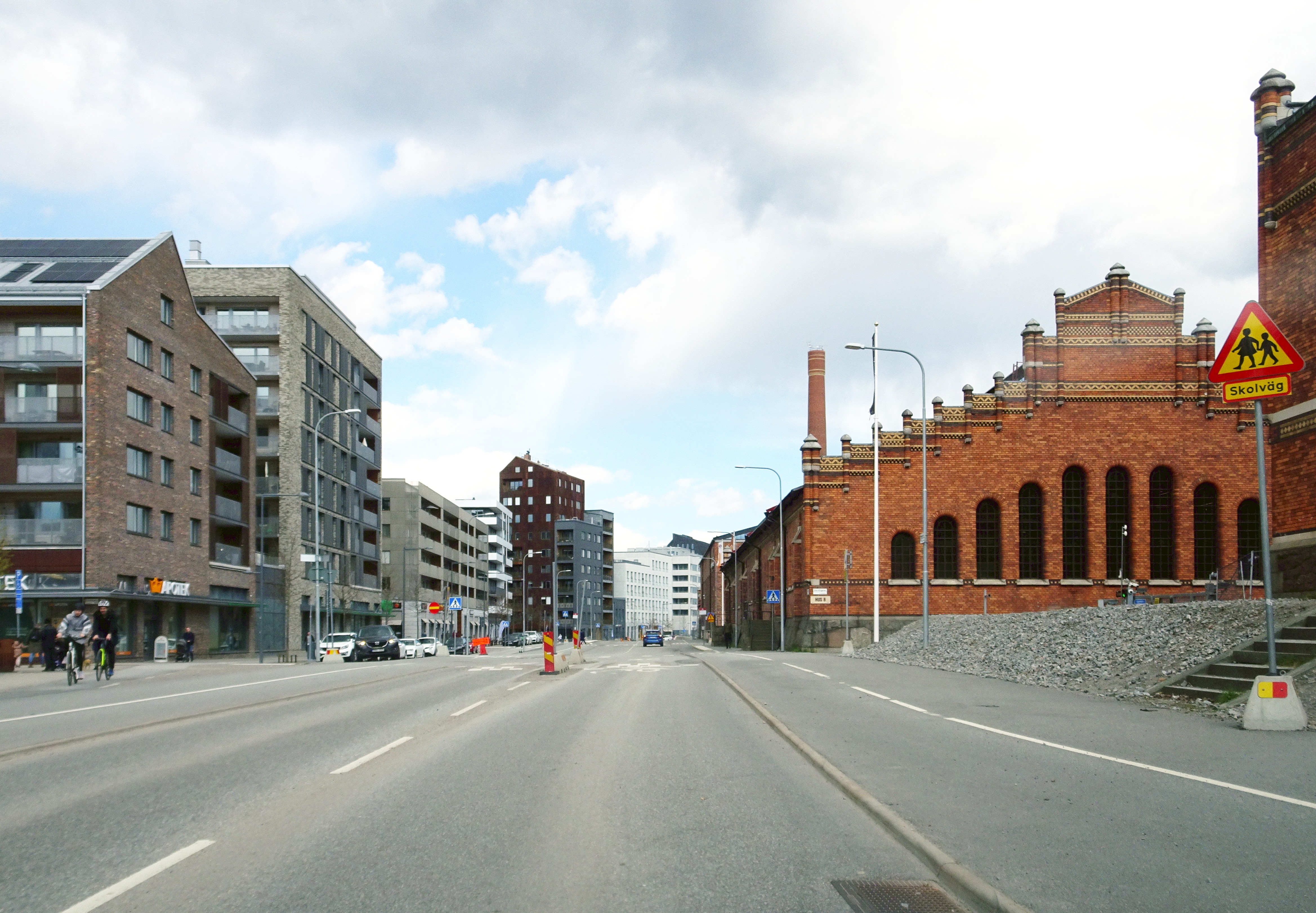
Bobergsgatan norrut, maj 2021.

Trafikleden Norra Länken öppnades på hösten 2015 mellan Norrtull och Trafikplats Värtan, där Norra Länken övergår i Lidingövägen. 
Norra Djurgårdsstaden ska byggas med en hållbarhetsprofil, och bland annat därför blir kollektivtrafiken viktig. Spårväg City kommer därför att byggas ut för att förena området med Stockholms city. Hållplatser planeras vid Lindarängsvägen, Frihamnen, Södra Värtahamnen, Värtapiren och Ropsten. Tidsplanen för utbyggnaden är osäker. På längre sikt finns även möjligheten till en spårväg genom Gasverksområdet i riktning mot Östra station/Tekniska högskolan, samt en spårväg från Lindarängsvägen mot Loudden.
Järnvägen Värtabanan går igenom Norra Djurgårdsstaden från Loudden till Storängsbotten samt förbinder området med Norrtull och det nya området Hagastaden och Nya Karolinska sjukhuset med vidare förbindelse via Karlbergs station till Stockholm C. Region Stockholm har emellertid inga planer på att låta SL bedriva persontrafik på järnvägen, som idag endast har godstrafik.
Genom den nya bostadsbebyggelsen i Norra Djurgårdsstaden sträcker sig Bobergsgatan, uppkallad efter arkitekten Ferdinand Boberg som gestaltade ett flertal byggnader för Värtagasverket.

## Clinton Climate Initiative
Norra Djurgårdsstaden är ett av 17 projekt i världen som ingår i Climate Positive Development Program – ett globalt klimatprogram som initierats av Clinton Climate Initiative i samarbete med U.S. Green Building Council. Programmet lanserades av USA:s förre president Bill Clinton under klimatkonferensen C40 i Seoul, Sydkorea i maj 2009.
Detta innebär att Norra Djurgårdsstaden blir testplats för ett forskningsprojekt inom hållbara energisystem med lokal produktion av elektricitet och värme.

## Arkitektur
Norra Djurgårdsstadens gamla och nya arkitektur präglas av hög kvalitet. Nästan samtliga byggnader som återstår efter Värtagasverket är blåmärkta av Stadsmuseet i Stockholm, vilket innebär att bebyggelsen representerar ”synnerligen höga kulturhistoriska värden”. Bland den nya bebyggelsen märks flera nomineringar till Årets Stockholmsbyggnad, till exempel Kvarteret Muddus, Stora Sjöfallet 2, Zenhusen, Husarviksbron, Förskolan Ferdinand, Förskolan Anna, Bobergsskolan och Bergsvåg.

## Bilder

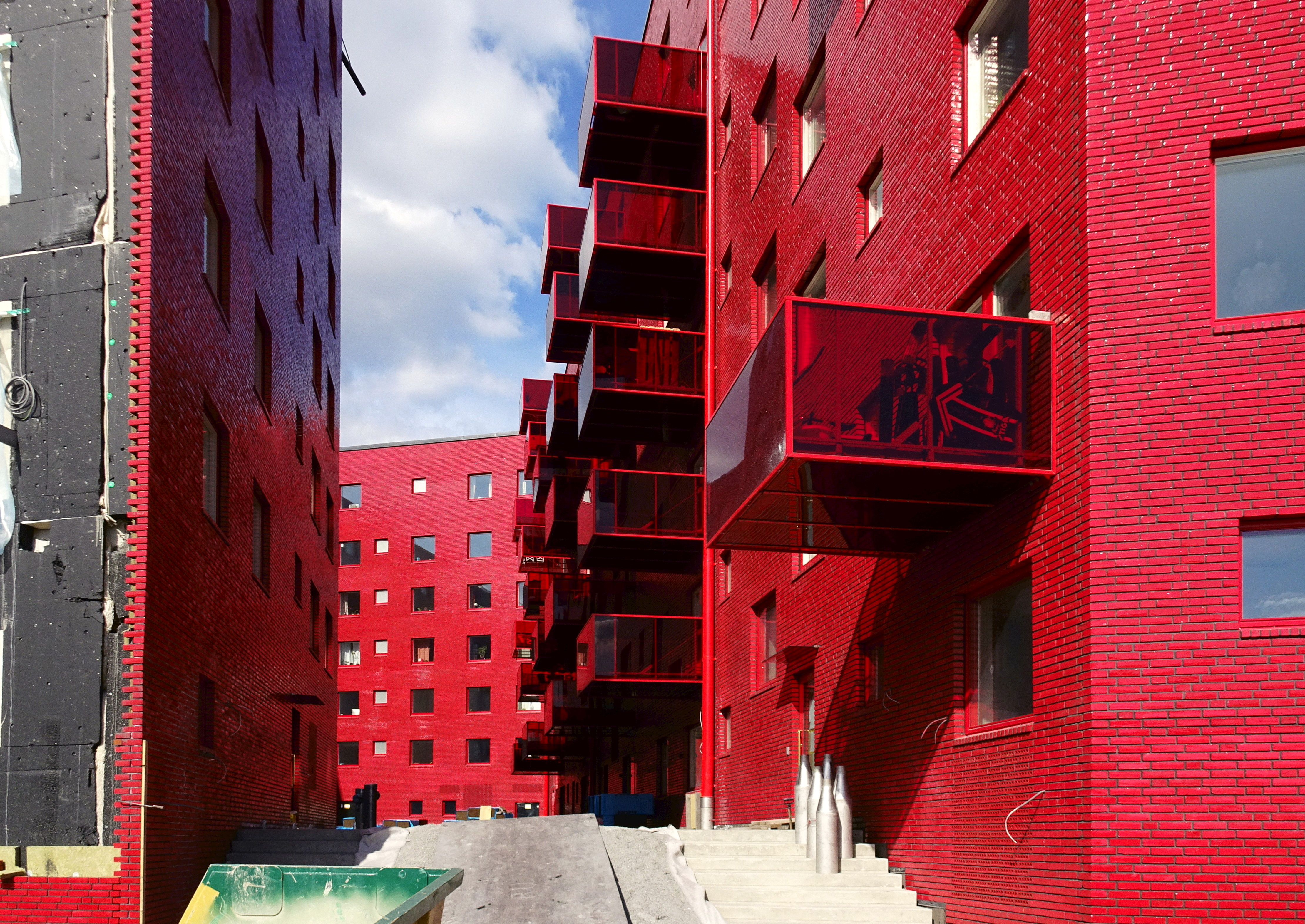
Kvarteret Muddus, nominerat till Årets Stockholmsbyggnad 2016.
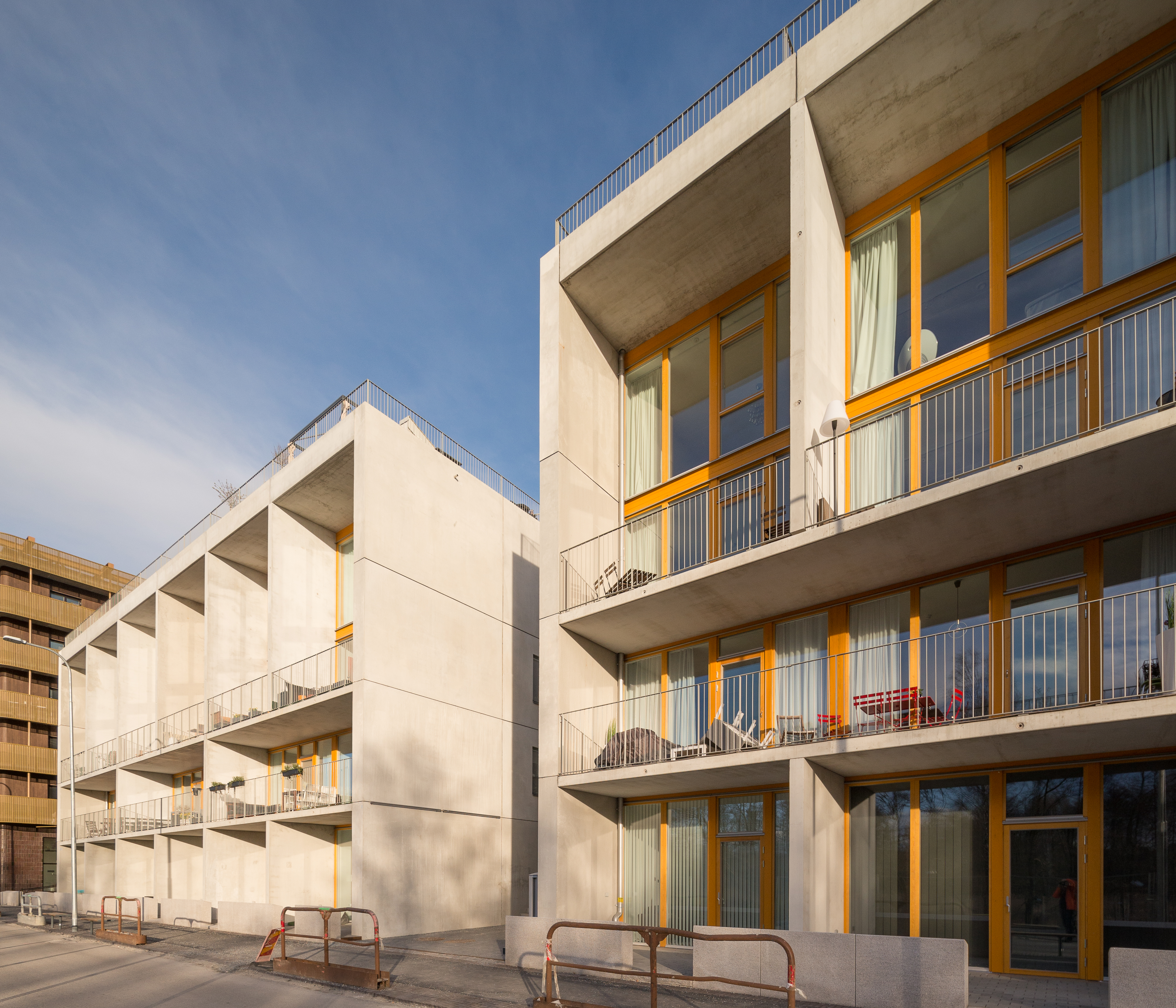
Stora Sjöfallet 2, nominerat till Årets Stockholmsbyggnad 2017.
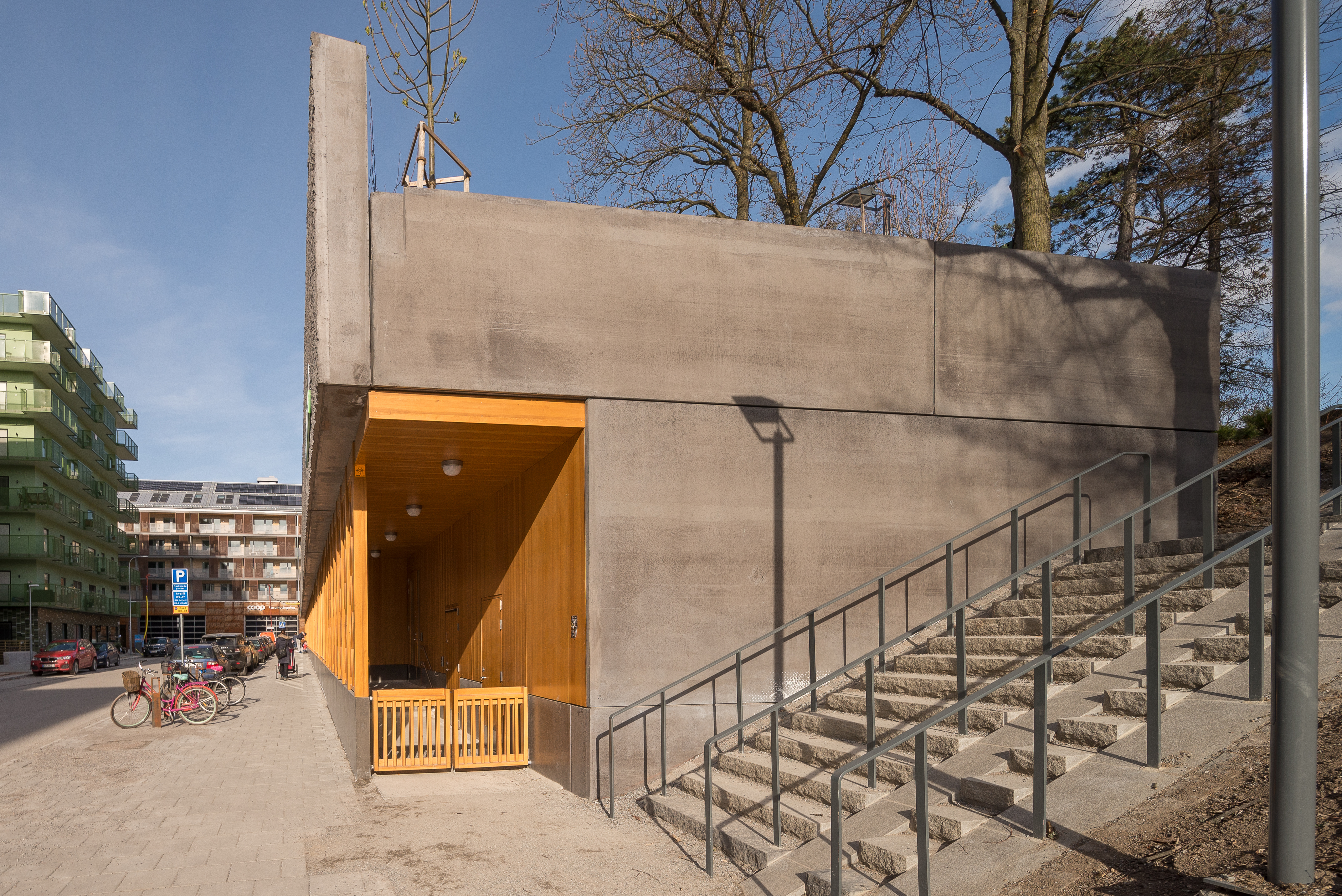
Förskolan Ferdinand, nominerat till Årets Stockholmsbyggnad 2017.
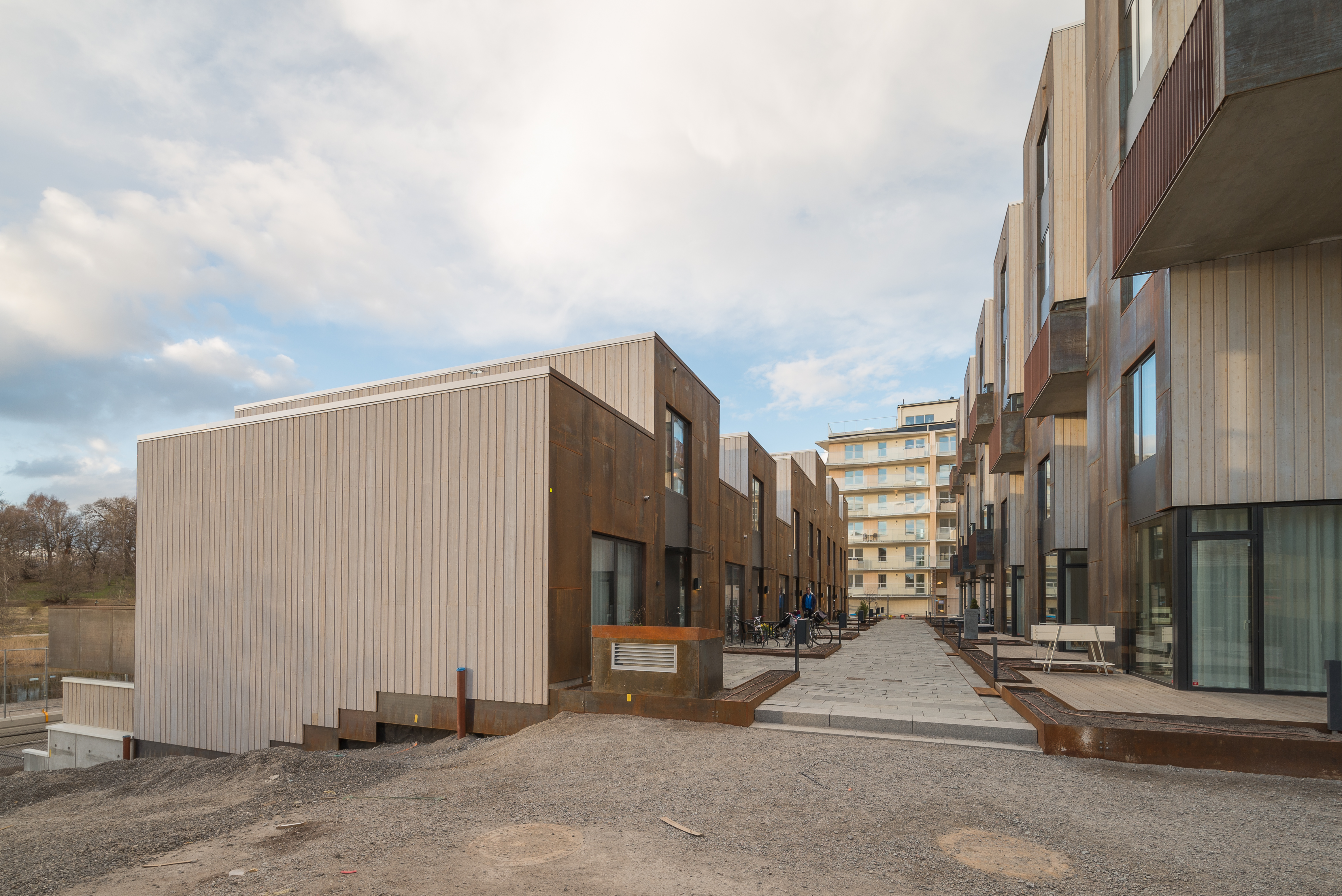
Zenhusen, nominerat till Årets Stockholmsbyggnad 2018.

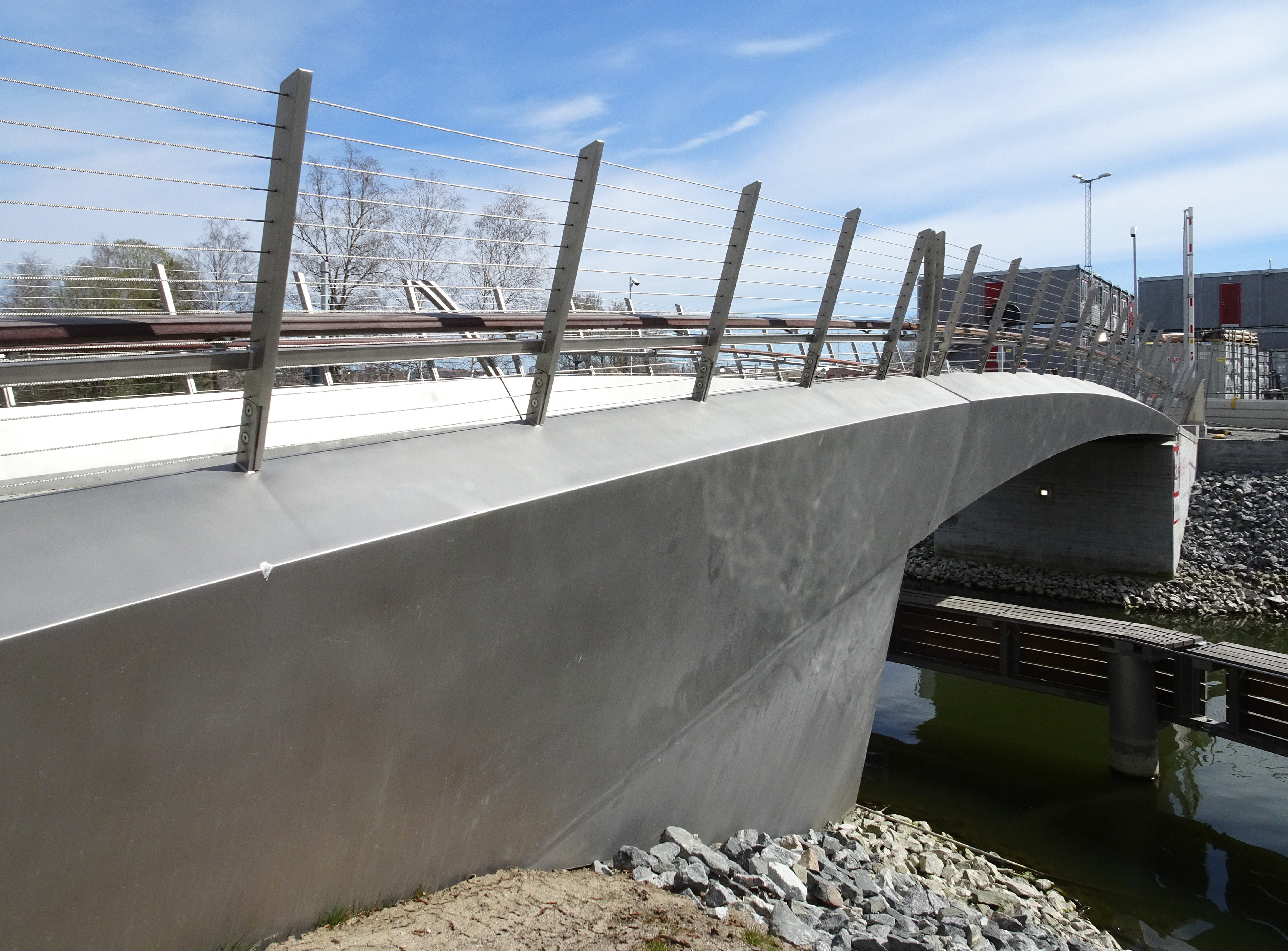
Husarviksbron, nominerat till Årets Stockholmsbyggnad 2019.
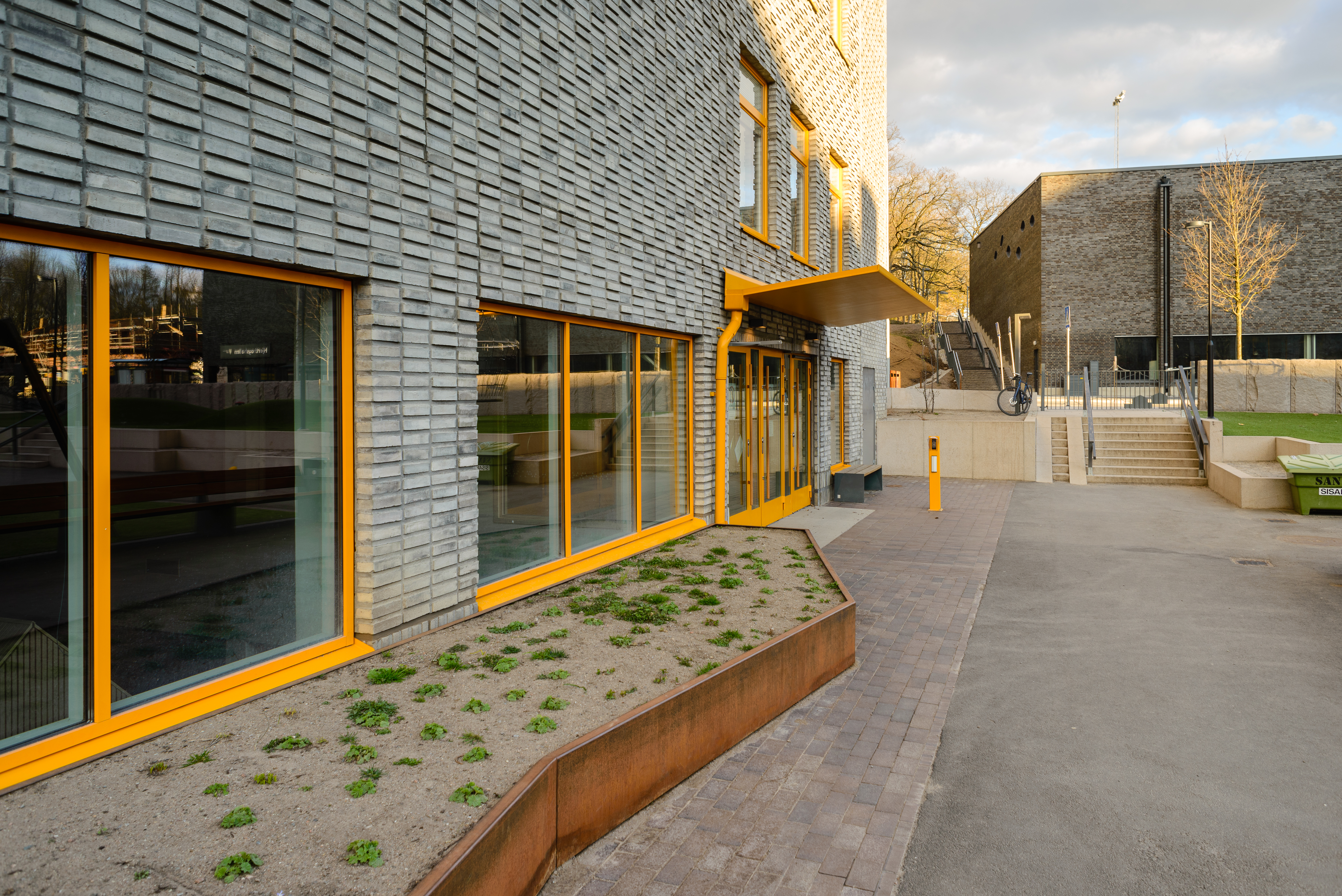
Bobergsskolan, nominerat till Årets Stockholmsbyggnad 2020.
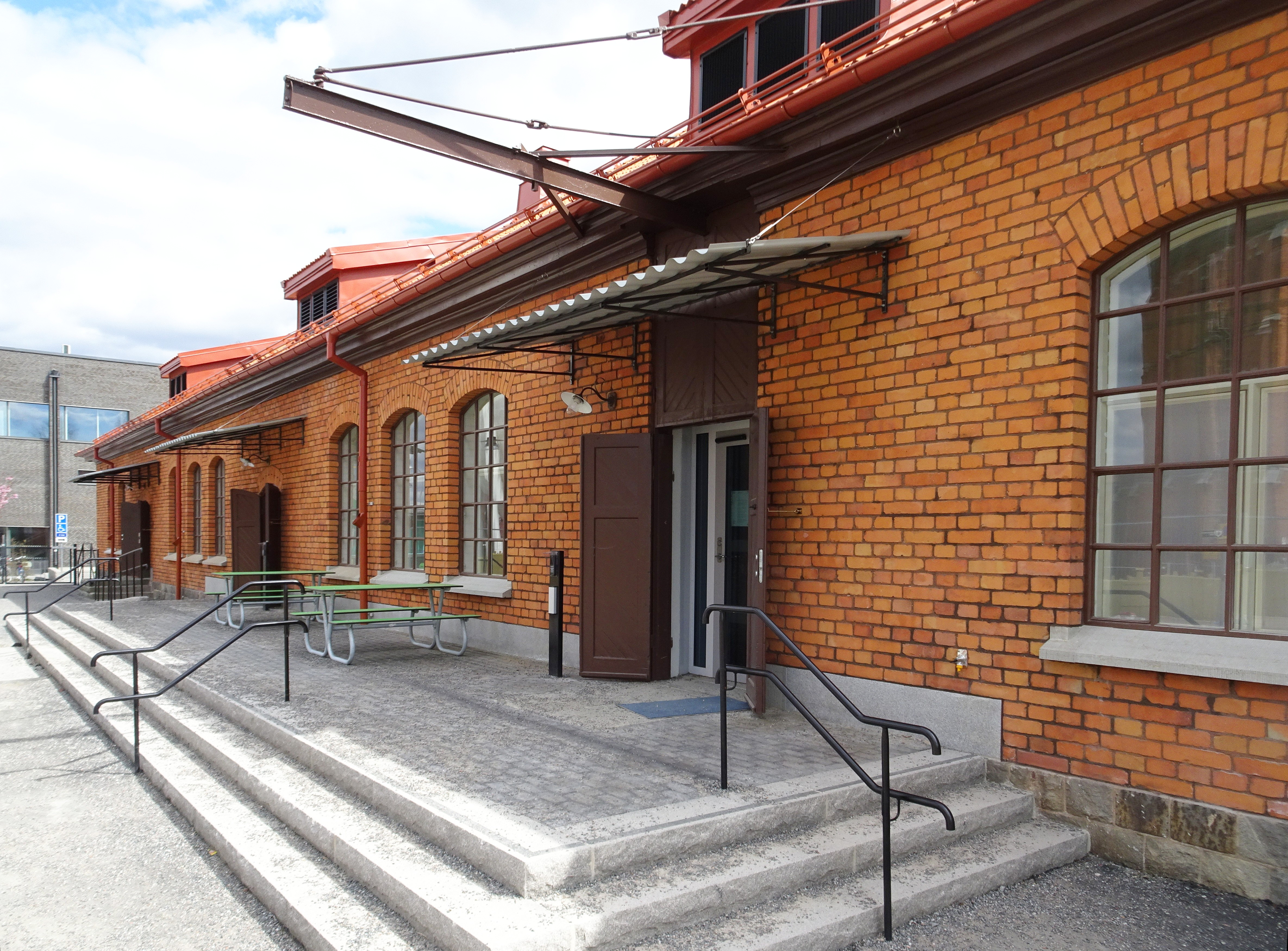
Förskolan Anna, nominerat till Årets Stockholmsbyggnad 2021.
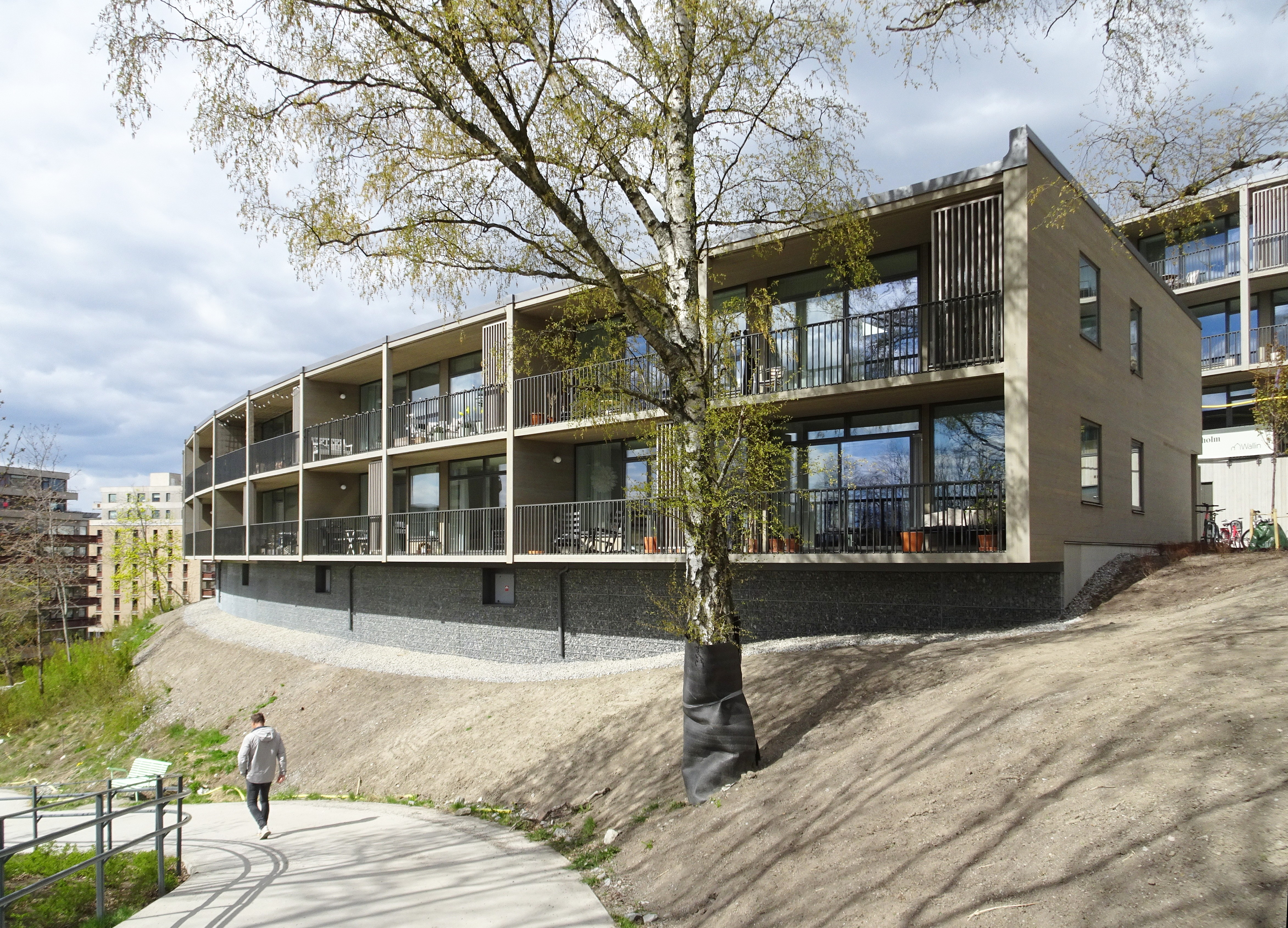
Bergsvåg, nominerat till Årets Stockholmsbyggnad 2021.